# Ashvaghosha
 (mars 2021).
Ashvaghosha (sanskrit : Aśvaghoṣa « Celui qui hennit », de aśva: cheval et ghoṣa: cri; devanāgarī: अश्वघोष, pali: Ashvaghosa) est un philosophe et poète bouddhiste indien né à  Ayodhya. Il vécut durant le iie siècle de l'ère commune. Il est considéré comme le premier dramaturge en langue sanskrite, et l'un des plus grands poètes avec Kalidasa.

## Biographie
Après avoir étudié l'enseignement non-bouddhiste, il se convertit au bouddhisme à la suite d'un défi lancé au patriarche bouddhiste Parshva. D'après sa biographie qui nous est parvenue en traduction chinoise, Aśvaghoṣa était un excellent débatteur, et les victoires qu'il remportait facilement lors de débats théoriques le rendaient facilement arrogant et dédaigneux. 
Ayant entendu vanter les qualités d'orateur de Parshva, il décida de le défier et de le vaincre dans une joute oratoire. Une fois arrivé au monastère en compagnie  ses disciples, il se lança dans la discussion veillant à démonter chacun des points de vue de Parshva. Pourtant, à la grande surprise d'Ashvaghosa, ce dernier ne réagit pas et garda le silence.  
Ashvaghosa se sentit soulagé en pensant que ce vieux maître n'avait rien d'exceptionnel, et se proclama vainqueur de ce combat rhétorique. Il quitta Parshva sans cacher son mépris. Mais  soudain, en chemin, il poussa un grand cri. Il répondit à ses élèves, stupéfiés, qui l'interrogèrent, que c'était lui qui avait perdu le débat. En effet le patriarche n'avait rien dit et Ashvghosa ne pouvait donc l'attaquer, alors même que son idée était de démonter tous ses points de vue. Mais ce faisant, il avait aussi détruit son propre discours... Il retourna donc sur le champ au monastère présenter ses excuses au maître, et lui demanda de l'accepter comme disciple. 
Par la suite, il devint conseiller religieux du roi Kanishka du Kushan. 

## Postérité
Aśvaghoṣa est considéré comme l'un des plus grands auteurs bouddhistes. Il est l'un des quatre grands sages bouddhistes, surnommés « quatre soleils éclairant le monde », avec Nagarjuna, Aryadeva, et Kumaralata. Il est considéré par la tradition du bouddhisme zen comme son douzième patriarche.
L'ensemble de ses œuvres expose dans un style accessible les enseignements bouddhistes sous forme de paraboles et de récits.

## Œuvres principales
- Shariputra-Prakarana, drame épique.
- Saundarananda Kâvya, épopée.
- Sûtralamkâra (Kalpanâmanditikâ), traité de rhétorique, aujourd'hui attribué à Kumâralâta, contemporain de Kumârajîva qui a traduit en chinois vers 405[4].
- Mahâyâna-shraddhotpâdashâstra. « Traité de la naissance de la foi dans le Grand Véhicule » (attribution parfois contestée)[5],[6].
- Bouddha-Charita, (« Actes (= vie) du Bouddha »), épopée.

### Source
- (en) The Life of Asvaghosa Bodhisattva in The Lives of Great Monks and Nuns  (trad. from the Chinese and introduction by Li Rongxi), Berkeley, Numata Center for Translation and Research, 2002, xi, 245 (ISBN 1-886439-14-1, lire en ligne), p. 5-16.
- (en) « Biography of the Bodhisattva Aśvaghoṣa Maming pusa zhuan 馬鳴菩薩傳 » (Autre traduction de la source ci-dessus), sur ccbs.ntu.edu.tw (National Taiwan Univ. - Digital Library of Buddhist Studies,‎ septembre 2002 (consulté le 2 mars 2021)

### Traductions

#### Buddhacarita
- Vie du Bouddha  (trad. du sanskrit et annoté par Alain Poulter), Paris, L'Harmattan, 2016, 204 p. (ISBN 978-2-140-00962-4)

- (en) Buddhacarita : In Praise of Buddha's Acts  (trad. du chinois par du chinois et introduction par Charles Willemen), Berkeley, Numata Center for Buddhist Translation and Research, 2009, XVII, 254 (ISBN 978-1-886439-42-9, lire en ligne).
- (en) The Buddha-karita of Asvaghosha  (trad. et introduction par E. B. Cowell, in E.B. Cowell, F. Max Müller & J. Takakus, Buddhist Mahâyâna Texts), Oxford, Clarendon Press, coll. « Sacred Books of the East », 1894 (lire en ligne)
- (en) Aśvaghoṣa’s Buddhacarita or Acts of the Buddha : complete Sanskrit  text with English translation  (Reprint of complete English translation based on Sanskrit, Tibetan and Chinese sources by E.H. Johnston, from Acta Orientalia, vol. XV, 1936), New Delhi, Motilal Banarsidass, 2015, 527 p. (ISBN 978-81-208-1279-6)

#### Traité de la naissance de la foi dans le Grand Véhicule
- Soûtra de l’Éveil parfait et Traité de la Naissance de la foi dans le Grand Véhicule  (trad. du chinois par Catherine Despeux), Paris, Fayard, 2005, 190 p. (ISBN 978-2-213-62606-2)

- (en) Mahâyâna-shraddhotpâdashâstra, Awakening of Faith. Attributed to Aśvaghoṣa  (trad. with commentary by Yoshito S. Hakeda), New York, Columbia University Press, 2005 (1re éd. 1967), 117 p. (ISBN 978-0-231-13157-5)

### Études sur Asvaghosa
- (en) Nobuyoshe Yamabe, « On the School Affiliation of Aśvaghoṣa: "Sautrāntika" or "Yogācāra"?" », Journal of the International Association of Buddhist Studies, vol. 26, no 2,‎ 2003, p. 225-249 (lire en ligne, consulté le 2 mars 2021)